# Tandoor

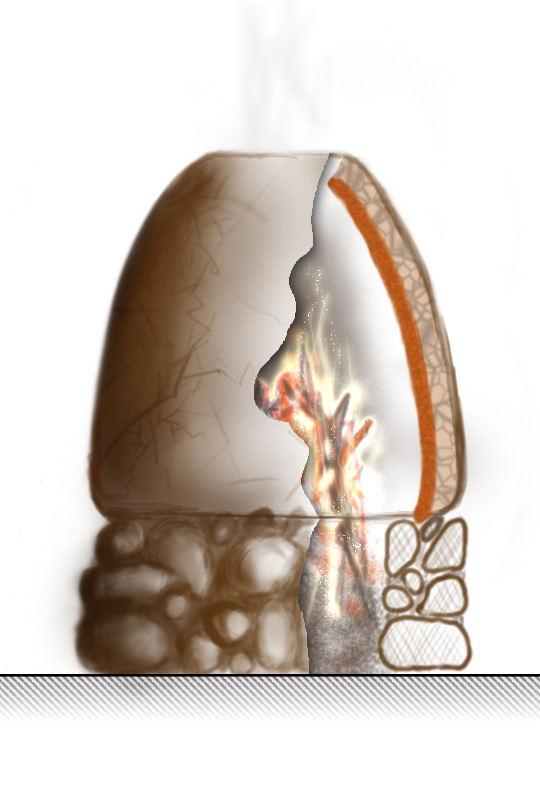
Schéma d'un tandoor.

Le tandoor (ou tandour) est une sorte de four en terre cuite en forme de jarre, traditionnellement enfoui dans le sol.

## Utilisation
Il est utilisé dans la cuisine indienne, dite tandoori, plus particulièrement celle du Pendjab. Il est aussi utilisé en Asie centrale, notamment en Ouzbékistan.
Le tandoor est alimenté pendant quelques heures en braises jusqu’à ce que les parois deviennent suffisamment chaudes, les aliments étant introduits une fois le feu éteint, souvent sur une petite broche (principe similaire à celui du four à pain traditionnel).

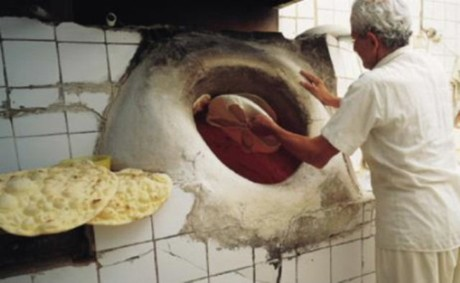
Tandoor.
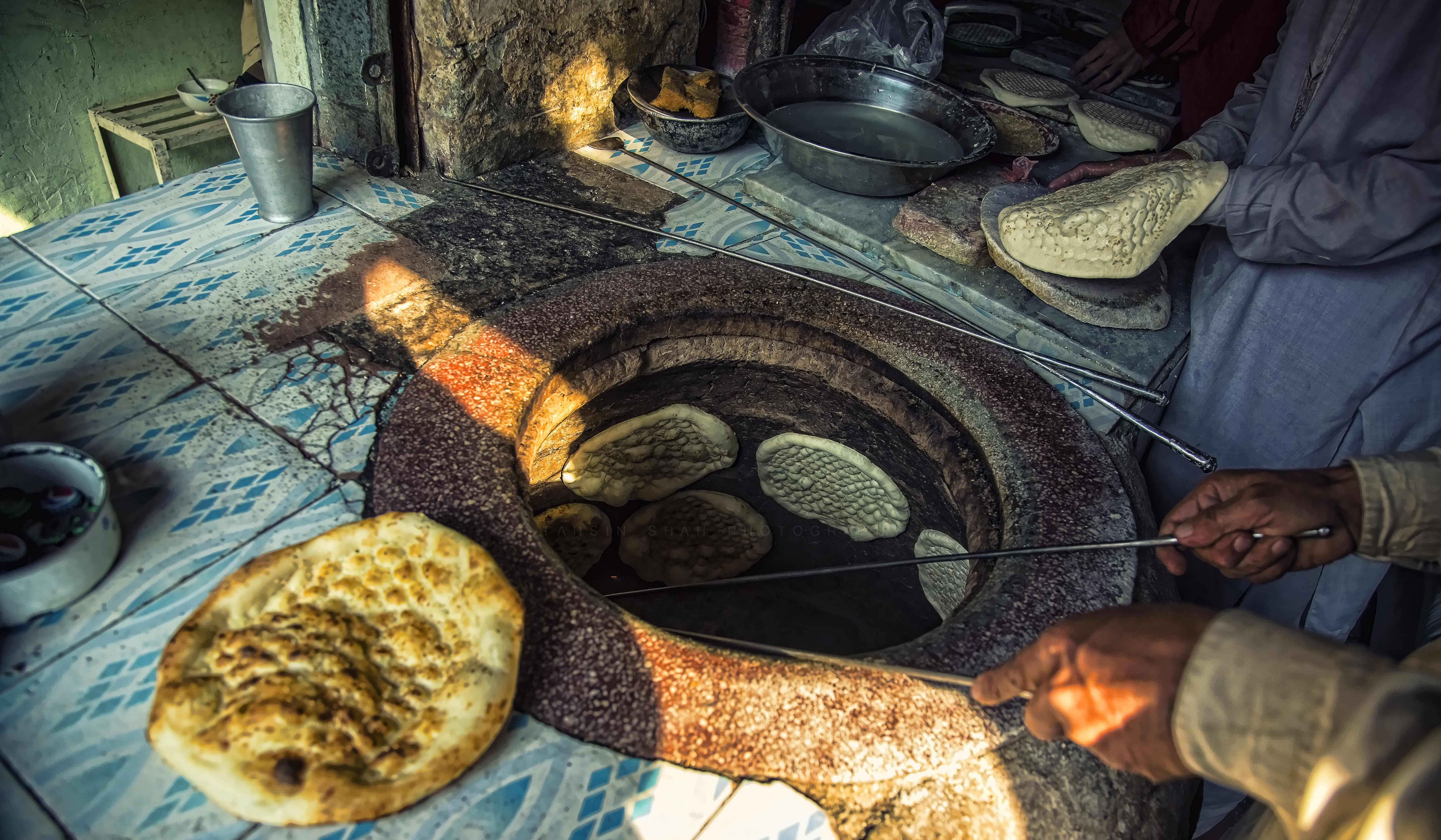
Un tandoor également connu sous le nom de tannour est un four cylindrique en argile ou en métal utilisé dans la cuisine et la pâtisserie au Pakistan et dans d'autres pays asiatiques.

## En Azerbaïdjan
L'artisanat du tandir et la cuisson du pain en Azerbaïdjan est inscrit sur la liste représentative du patrimoine culturel immatériel de l'humanité par l'UNESCO en 2024.